# Microporellus subumbonatus
Microporellus subumbonatus är en svampart som beskrevs av Corner 1987. Microporellus subumbonatus ingår i släktet Microporellus och familjen Polyporaceae.   Inga underarter finns listade i Catalogue of Life.